# 73-я морская стрелковая бригада
73-я морская стрелковая бригада — воинское соединение СССР в Великой Отечественной войне.

## История
Бригада формировалась в посёлке Чистоозерное Новосибирской области в ноябре-декабре 1941 года за счёт личного состава ТОФ и призывников Новосибирской области и Омской области как 73-я стрелковая бригада, 13.04.1942 года переименована в 73-ю морскую стрелковую бригаду.
В действующей армии с 10.01.1942 по 05.09.1943 года.
Была направлена в Тихвин, где разгрузилась в ночь с 31.12.1941 на 01.01.1942 года. Оттуда совершила 150-километровый марш на север и сосредоточилась в районе станции Паша Ленинградской области, в 10 километрах от устья реки Свирь. Бригада находилась в резерве, исключая один из батальонов, охраняющий побережье Ладожского озера от Свирицы до мыса Лепина. 23.02.1942 года бригада приняла от 21-й стрелковой дивизии полосу обороны северо-восточнее Лодейного Поля в районе Ижорова Гора с передним краем по южному берегу реки Яндеба. Бригаде были приданы 120-й и 189-й лыжные батальоны и два взвода огнемётной роты. Вплоть до июня 1942 года бригада держала оборону на вверенном участке, вела активную разведку, в апреле 1942 года предприняла частную наступательную операцию с форсированием реки Яндеба. В середине июня бригада была переведена на другой участок фронта, сменила части 314-й и 67-й стрелковых дивизий, заняла оборону по южному берегу реки Свирь, в районе города Лодейное Поле, находилась там в течение двадцати дней, практически не ведя боевых действий. Затем была отведена в тыл, где строила оборонительные рубежи.
17.09.1942 года, после 80-километрового марша, бригада была погружена в эшелоны на станции Оять и доставлена на станцию Мурманские Ворота, выгрузилась и походным порядком двинулась на запад. 26.09.1942 года части бригады сосредоточились восточнее Тортолово (в двенадцати километрах от Мги). Перед бригадой была поставлена задача прорвать кольцо окружения и обеспечить отход частей 8-й армии и 2-й ударной армии, попавших в окружение в районе Гайтолово в ходе Синявинской операции 1942 года. Для решения этой задачи бригаде необходимо было захватить и удержать три безымянные высоты между Гайтолово и Тортолово.
На рассвете 27.09.1942 года бригада перешла в наступление. во взаимодействии с остатками 265-й стрелковой дивизии, при поддержке одной танковой роты 16-й танковой бригады. Прорвав оборону с 28.09.1942 года бригада в ожесточённых боях удерживала коридор для выхода советских войск. Понесла тяжёлые потери, в общем задачу выполнив, и 10.10.1942 сдала свою полосу обороны 327-й стрелковой дивизии, после чего направлена на охрану побережья Ладожского озера в район Новой Ладоги, Дубно, Кивгода, а фактически — на отдых и пополнение, так как данные позиции находились в тылу. Там бригада находилась в течение полутора месяцев.
14.12.1942 года бригада, совершив 100-километровый марш, сосредоточилась в районе южнее Путилово, в двенадцати — пятнадцати километрах от линии фронта. Перед бригадой была поставлена задача обеспечивать левый фланг наступления Волховского фронта в ходе прорыва блокады Ленинграда. С этой целью бригада, с приданными подразделениями: 146-й миномётный полк, 512-й отдельный гвардейский миномётный дивизион реактивной артиллерии, 905-й отдельный гвардейский миномётный дивизион реактивной артиллерии, 502-й отдельный танковый батальон и 77-й инженерный батальон c 12.01.1943 года наступает на противника в районе Тортолово — Мишкино, овладела Тортолово, потом вновь его уступила, понесла большие потери и уже 17.01.1943 года выведена в резерв.
В ночь на 03.02.1943 бригада сосредоточилась в районе Рабочего посёлка № 1, в шести километрах к северу от Синявино. 07.02.1943 сменила на передовой один из полков 80-й стрелковой дивизии, 08.02.1943 перешла в наступление на Синявинские высоты, безуспешно штурмуя их несколько дней, после перегруппировки вновь с 22.02.1943 возобновила наступление, но вновь практически безуспешно и 28.02.1943 года, понёсшая большие потери, выведена в армейский резерв. Затем в течение 1943 года вела активную оборону на прежних позициях в районе Синявино . В августе 1943 года противник ударной группировкой предпринял наступление вдоль левого берега Невы в сторону Шлиссельбурга. Бригада была поднята по тревоге и введена в бой в районе 2-го городка им. Кирова. В течение трёх дней, 18—20.08.1943 года, бригада отбила 17 атак противника.
05.09.1943 года в связи с потерями расформирована, личный состав направлен на пополнение 124-й стрелковой дивизии, а состав из числа моряков направлен на ВМФ.

## Полное название
73-я морская стрелковая бригада

## Подчинение
| Дата            | Фронт (округ)           | Армия               | Корпус (группа) | Примечания |
| --------------- | ----------------------- | ------------------- | --------------- | ---------- |
| 01.11.1941 года | Сибирский военный округ |                     |                 |            |
| 01.12.1941 года | Сибирский военный округ |                     | -               |            |
| 01.01.1942 года | Резерв Ставки ВГК       |                     |                 |            |
| 01.02.1942 года |                         | 7-я отдельная армия |                 |            |
| 01.03.1942 года |                         | 7-я отдельная армия |                 |            |
| 01.04.1942 года | -                       | 7-я отдельная армия |                 |            |
| 01.05.1942 года | -                       | 7-я отдельная армия |                 |            |
| 01.06.1942 года | -                       | 7-я отдельная армия |                 |            |
| 01.07.1942 года | -                       | 7-я отдельная армия |                 |            |
| 01.08.1942 года | -                       | 7-я отдельная армия |                 |            |
| 01.09.1942 года | -                       | 7-я отдельная армия |                 |            |
| 01.10.1942 года | Волховский фронт        | -                   |                 |            |
| 01.11.1942 года | Волховский фронт        | 2-я ударная армия   |                 |            |
| 01.12.1942 года | Волховский фронт        | 2-я ударная армия   |                 |            |
| 01.01.1943 года | Волховский фронт        | 8-я армия           |                 |            |
| 01.02.1943 года | Волховский фронт        | 8-я армия           |                 |            |
| 01.03.1943 года | Ленинградский фронт     | 2-я ударная армия   |                 |            |
| 01.04.1943 года | Волховский фронт        | 2-я ударная армия   |                 |            |
| 01.05.1943 года | Ленинградский фронт     | 2-я ударная армия   |                 |            |
| 01.06.1943 года | Ленинградский фронт     | 2-я ударная армия   |                 |            |
| 01.07.1943 года | Ленинградский фронт     | 2-я ударная армия   |                 |            |
| 01.08.1943 года | Ленинградский фронт     | 2-я ударная армия   |                 |            |
| 01.09.1943 года | Ленинградский фронт     | 67-я армия          |                 |            |

## Состав
- 3 отдельных стрелковых батальона;
- отдельный артиллерийский дивизион полковых пушек
- отдельный противотанковый батальон
- отдельный миномётный дивизион
- отдельная рота автоматчиков
- разведывательная рота
- рота противотанковых ружей
- взвод ПВО
- отдельный батальон связи
- сапёрная рота
- автомобильная рота
- медико-санитарная рота.

## Командиры
- Рогов, Николай Васильевич (03.11.1941 — 04.06.1942), майор, с ?? полковник
- Бураковский, Иван Николаевич (04.06.1942 — 29.01.1943), полковник
- Симонов, Николай Васильевич (29.01.1943 — 09.03.1943)
- Лященко, Николай Григорьевич (09.03.1943 — 27.05.1943)
- Романенко, Пётр Логинович (с 27.05.1943)

## Память
- Памятник в урочище Тортолово, севернее станции, 63-й километр.